# Ébano (película)
Ébano (título original: Ashanti) es una película de aventuras de 1979 dirigida por Richard Fleischer y protagonizada por Michael Caine, Peter Ustinov y Kabir Bedi. La película es una adaptación de una novela de aventuras exóticas en el desierto de Alberto Vázquez Figueroa.

## Argumento
En África un matrimonio de médicos, David y Anansa, trabajan en un programa de investigación científica en un pequeño pueblo en ese continente. De pronto, de forma inesperada, Anansa desaparece, pero la policía no se esfuerza demasiado por encontrarla.
Finalmente David descubre, que ha sido secuestrada por Suleiman, un traficante de esclavos, para ser vendida a un príncipe árabe. Al no poder contar con las autoridades locales, que niegan la existencia de tal traficante, él busca la ayuda de organizaciones ilegales. De esa manera David se verá envuelto en un oscuro mundo, donde los rescatadores son tan despiadados como los traficantes de esclavos.

## Reparto
| Actor           | Personaje           |
| --------------- | ------------------- |
| Michael Caine   | Dr. David Linderby  |
| Peter Ustinov   | Suleiman            |
| Kabir Bedi      | Malik               |
| Beverly Johnson | Dr. Anansa Linderby |
| Omar Sharif     | Príncipe Hassan     |
| Rex Harrison    | Brian Walker        |
| William Holden  | Jim Sandell         |
| Zia Mohyeddin   | Djamil              |

## Recepción
Hoy en día la película ha sido valorada en portales cinematográficos. En IMDb, por ejemplo, con aproximadamente 1400 votos registrados, el filme obtiene una media ponderada de 5,4 sobre 10. En cuanto a Rotten Tomatoes, los más de 1000 votos registrados allí le dieron una valoración media de 2,7 de 5. También cabe destacar, que en La Vanguardia el 59 % de los usuarios registrados ene se periódico le dan una valoración positiva.